# Деметрий (киник)
Деметрий (на гръцки: Δημήτριος, Demetrios, на латински: Demetrius) е философ киник от Коринт в Рим през 1 век по времето на римските императори Калигула, Нерон и Веспасиан (37 – 71).
Той е добър приятел на Сенека, който често го споменава в ръкописите си. Деметрий също е приятел с Тразеа Пет и присъства при неговото самоубийство по времето на Нерон, както Тацит пише в своите Анали. Според Дион Касий по времето на Веспасиан през 71 г. много философи са изгонени от Рим. Деметрий отива в изгнание заедно с други философи в Гърция.